# Protoreaster
Genre
Protoreaster est un genre d'étoiles de mer tropicales de la famille des Oreasteridae.

## Description

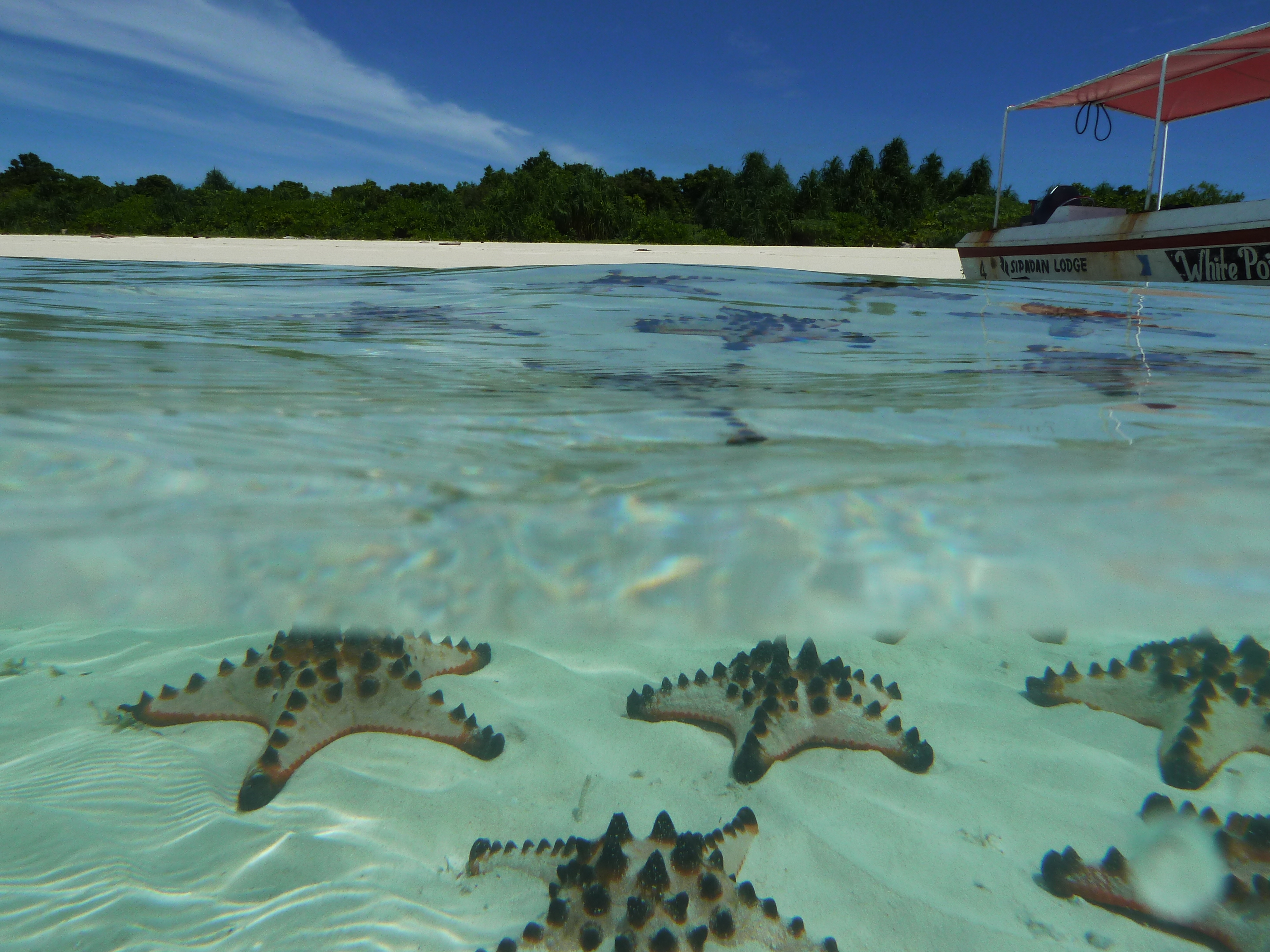
Protoreaster nodosus à Pom Pom Island (Malaisie).

Ce sont des étoiles régulières, pourvues de cinq bras courts à bout arrondi. Leur corps est très rigide, et couvert de monticules durs ; elles arborent souvent des couleurs voyantes et très contrastées. On les distingue de leurs cousines du genre Pentaceraster par l'absence de tuberculosités sur les plaques marginales (c'est-à-dire à la bordure périphérique entre les bras).
Les plaques marginales distales et les éléments convexes des plus grosses plaques abactinales sont couvertes de granules polygonaux inégaux. Les éléments dorso-latéraux des bras portent rarement des convexités (sauf chez certains gros spécimens de P. lincki). Les plaques inféro-marginales ne portent pas d'épines, ni les supéro-marginales (sauf là encore chez certaines grosses P. lincki), ce qui rend la périphérie relativement lisse. La granulation actinale est toujours lisse. Au niveau adambulacral, on ne compte que deux rangées d'épines bien développées. 
Protoreaster lincki est généralement de couleur crème avec des motifs rouge vif ; elle se rencontre sur les côtes de l'Océan Indien, de l'Afrique à l'Australie occidentale.
Protoreaster nodosus est de couleur très variable mais en général dans des tons ocre, avec des tubercules sombres ; elle se rencontre dans l'océan Pacifique, mais aussi parfois dans l'est de l'océan indien (mer d'Andaman).
La troisième espèce, Protoreaster nodulosus, se limite à une région isolée au nord de l'Australie occidentale.
Comme ces étoiles vivent sur les fonds sableux non loin des plages et sont pourvues de couleurs voyantes, elles sont l'un des symboles des plages tropicales de l'Indo-Pacifique. Mais ce succès leur coûte : elles sont souvent récoltées et séchées pour des raisons décoratives ou commerciales, ce qui a entraîné localement un effondrement de leurs populations ces dernières années.

## Liste d'espèces
Selon World Register of Marine Species (8 février 2021) :
- Protoreaster lincki (Blainville, 1830) -- Océan Indien
- Protoreaster nodosus (Linnaeus, 1758) -- Océan Pacifique
- Protoreaster nodulosus (Perrier, 1875) -- Australie occidentale

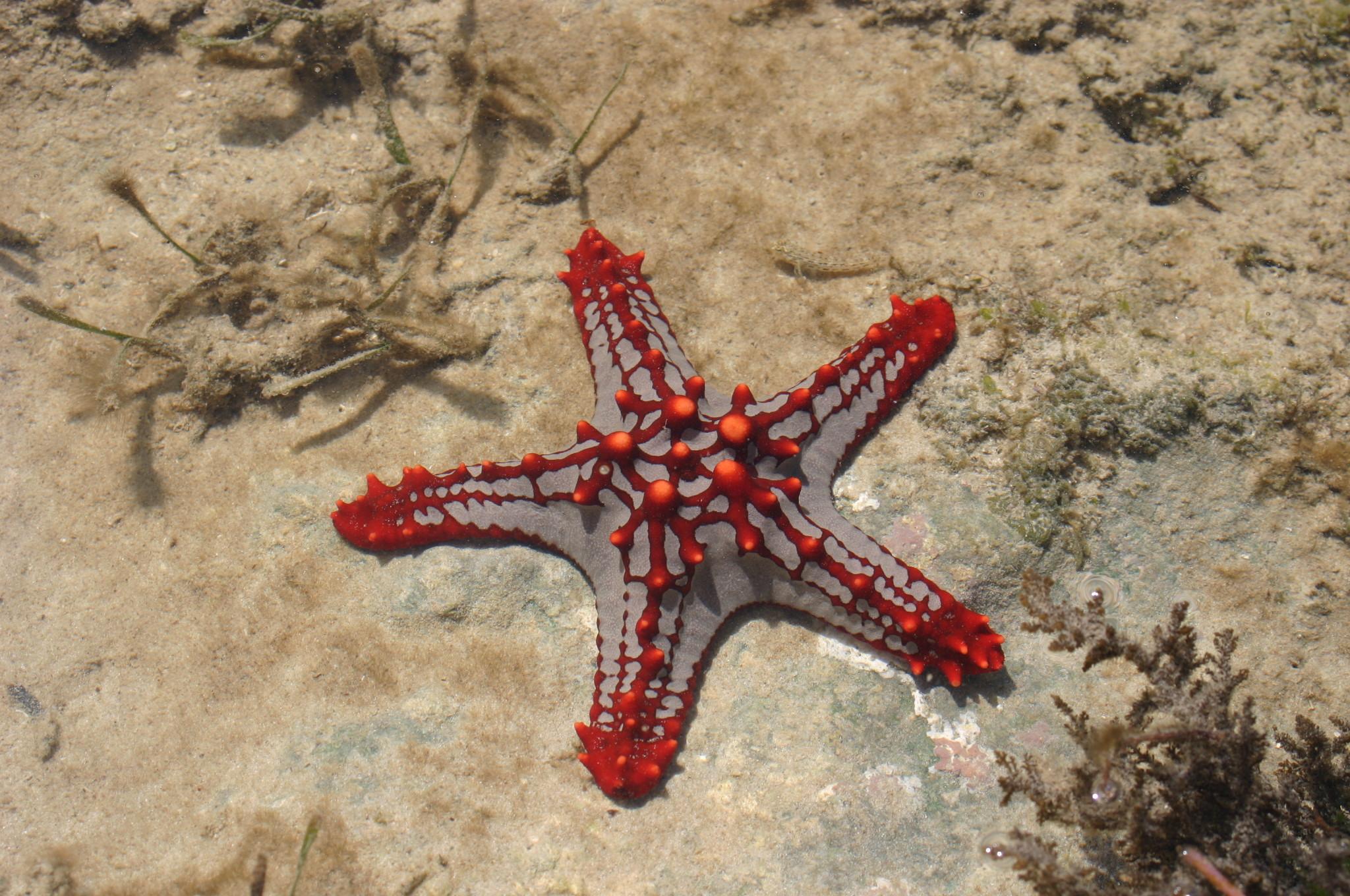
Protoreaster lincki.
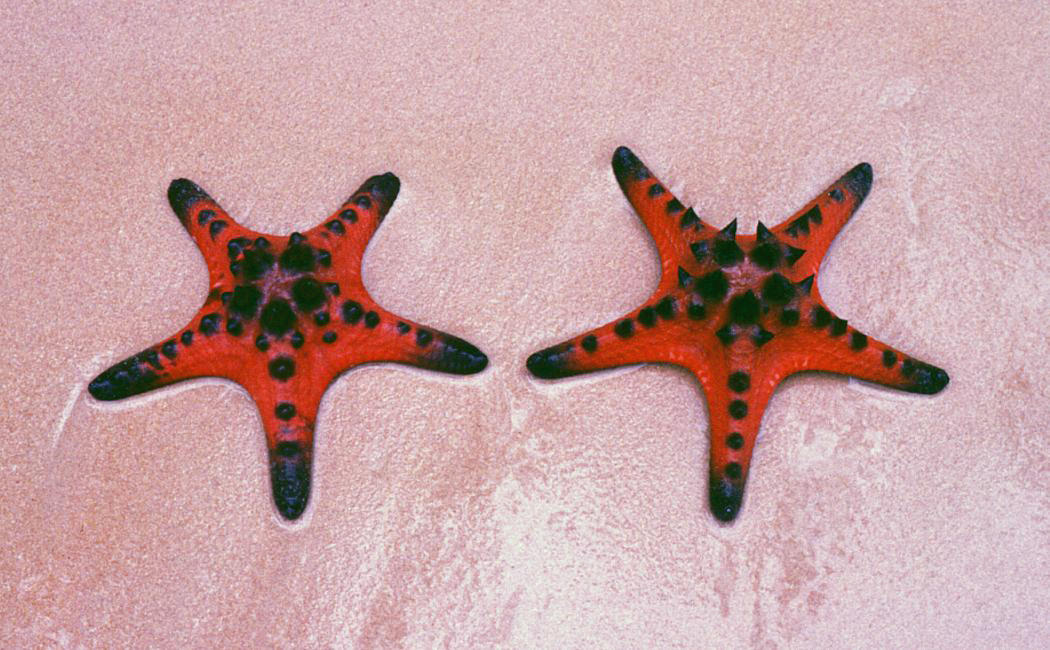
Protoreaster nodosus.
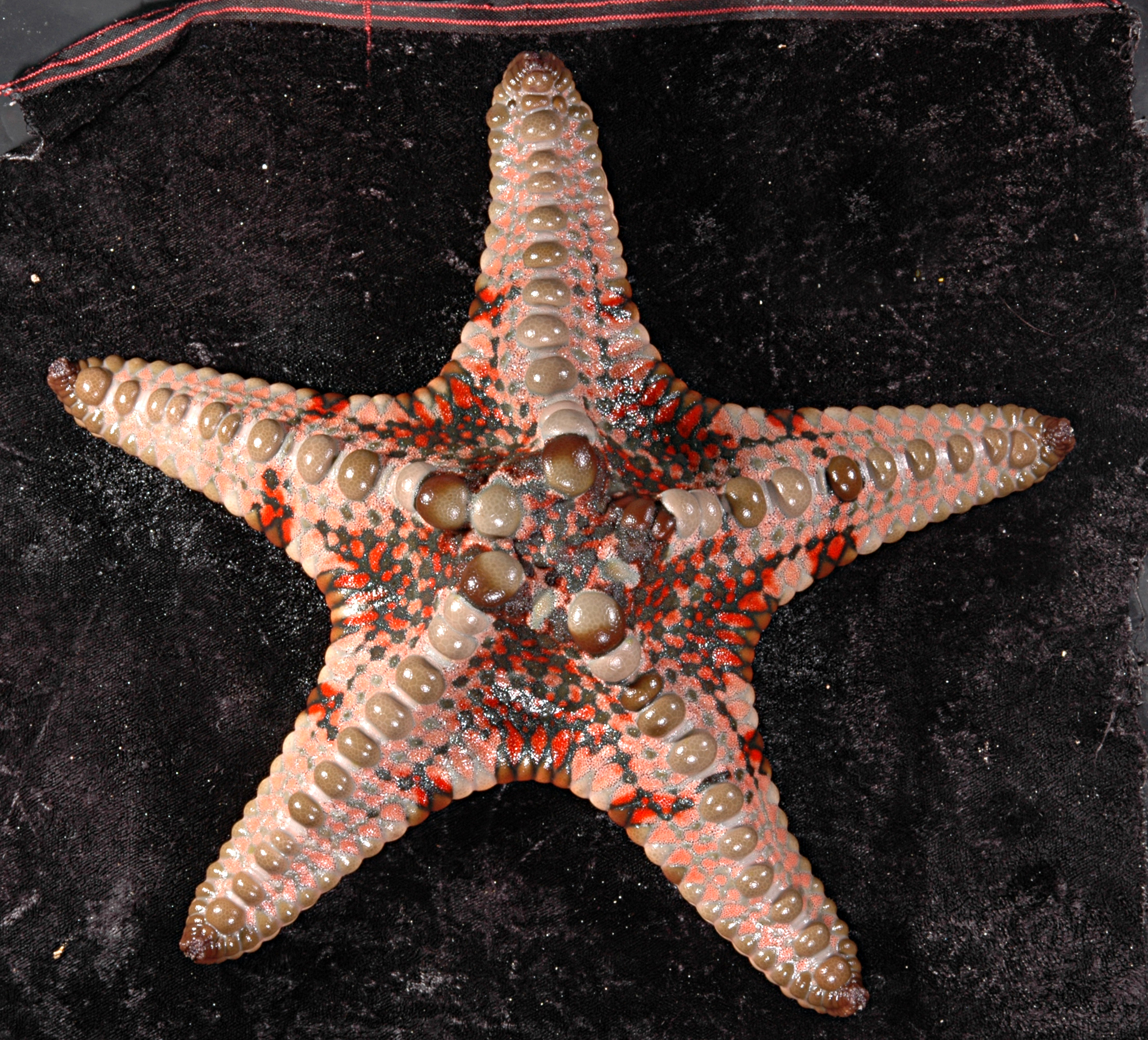
Protoreaster nodulosus.
Reproduction du dessin holotype de Linck (1733) : P. lincki & P. nodosus.